# Fonseca Atlético Clube
Fonseca Atlético Clube é uma agremiação esportiva do bairro do Fonseca, na cidade de Niterói, no estado do Rio de Janeiro, fundada a 12 de outubro de 1917. Hoje ele funciona como um clube social e uma equipe de futsal.

## Histórico
Foi fundado por comerciantes do bairro de mesmo nome, em Niterói, no dia 12 de outubro de 1917. As cores escolhidas foram o preto e o branco, e o uniforme em listras verticais finas, que motivou o apelido "Galo Carijó", que logo se tornou também o mascote do clube e o designativo de seus torcedores, chamados de "fonsequenses" ou "carijós".
Em 1922, o clube o clube filiou-se na Liga Sportiva Fluminense, entidade máxima do antigo Estado do Rio, e foi campeão estadual da segunda divisão duas vezes seguidas, em 1923 e 1924, quando finalmente sobe para a primeira divisão.
Nos anos 1930, consolidou-se como um dos grandes da cidade, conquistando o Campeonato Niteroiense em 1937 e em 1939, sobre aquele que se tornaria um dos seus maiores rivais, o Canto do Rio Foot-Ball Club.
Nos anos 1940, a equipe fez boas campanhas, mas "bateu na trave" e não conquistou nenhum título. Um dos anos mais marcantes desse período foi, em 1949, quando após liderar durante todo o campeonato, deixa o Ypiranga alcançá-lo na última rodada, provocando um jogo-extra que determinou sua derrota.
Porém na década seguinte o clube voltou às glórias e começou a construir a fase mais gloriosa de sua trajetória: campeão niteroiense em 1950, 1953, 1954, 1955 e 1957, o clube ainda fechou a década com chave de ouro conquistando o seu primeiro título estadual derrotando o Goytacaz, campeão de Campos, na final e se classificando para a Taça Brasil de 1960, a maior competição nacional da época.
Nos anos 1960, continuou sua rotina de títulos, conquistando os municipais de 1960, 1961 e 1962 e o estadual de 1960, em uma final confusa que culminou com a briga do Goytacaz com a Federação Fluminense de Desportos e o consequente abandono do Azulão de Campos da final, que terminou em WO para o Fonseca. Em 1962, venceu o campeonato estadual sobre o Rio Branco de Campos, se vingando de 1961, quando o Fonseca havia perdido a decisão para o róseo-negro campista.
Em 1965, no entanto, se vê em meio a uma crise financeira, abandonando o futebol profissional. Desde então as suas atividades futebolísticas se encontram desativadas.
Apesar de ter participado de três campeonatos brasileiros, o Fonseca jamais jogou um Campeonato Carioca da 1ª divisão.

## Títulos
| ESTADUAIS                                | ESTADUAIS                                     | ESTADUAIS                     | ESTADUAIS                                                         |
|                                          | Competição                                    | Títulos                       | Temporadas                                                        |
| ---------------------------------------- | --------------------------------------------- | ----------------------------- | ----------------------------------------------------------------- |
|                                          | Campeonato Fluminense                         | 3                             | 1959, 1960 e 1962                                                 |
| Campeonato Fluminense da Segunda Divisão | 2                                             | 1923 e 1924                   |                                                                   |
| INTER-MUNICIPAIS                         |                                               |                               |                                                                   |
|                                          | Competição                                    | Títulos                       | Temporadas                                                        |
|                                          | Campeonato Intermunicipal Niterói-São Gonçalo | 2                             | 1958 e 1959                                                       |
| MUNICIPAIS                               |                                               |                               |                                                                   |
|                                          | Competição                                    | Títulos                       | Temporadas                                                        |
|                                          | Campeonato Niteroiense                        | 11                            | 1937, 1939, 1950, 1953, 1954, 1955, 1957, 1959, 1960, 1961 e 1962 |
| Torneio Início                           | 5                                             | 1950, 1954, 1958, 1959 e 1961 |                                                                   |
| Segundos Quadros                         | 1                                             | 1935                          |                                                                   |

### Outras categorias
- Campeonato Municipal de Niterói de Aspirantes: 5 vezes (1943, 1944, 1945, 1946 e 1950)
- Campeonato Municipal de Niterói Juvenil: 2 vezes (1951 e 1952)

### Outros esportes
- Campeonato Metropolitano de Futsal: 1994
- Campeonato Niteroiense de Tênis de Mesa: 2 vezes (1954 e 1955)
- Campeonato Niteroiense de Ciclismo: 3 vezes (1953, 1954 e 1955)

## Participações

### Campeonato Brasileiro Série A
| 1960 | 16º |
| 1961 | 14º |
| 1963 | 16º |